# Massif de la Sainte-Baume

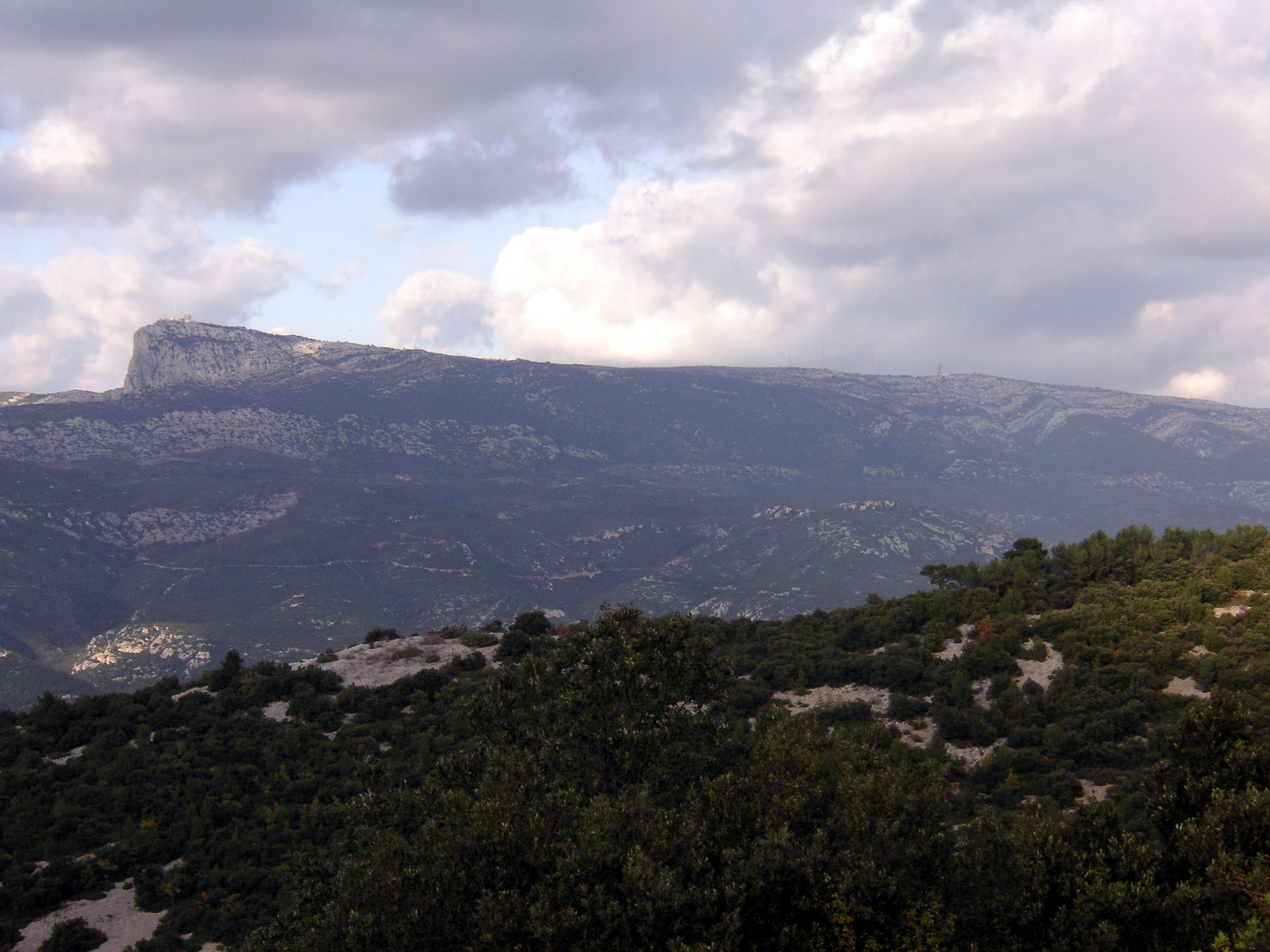
Massif de la Sainte-Baume

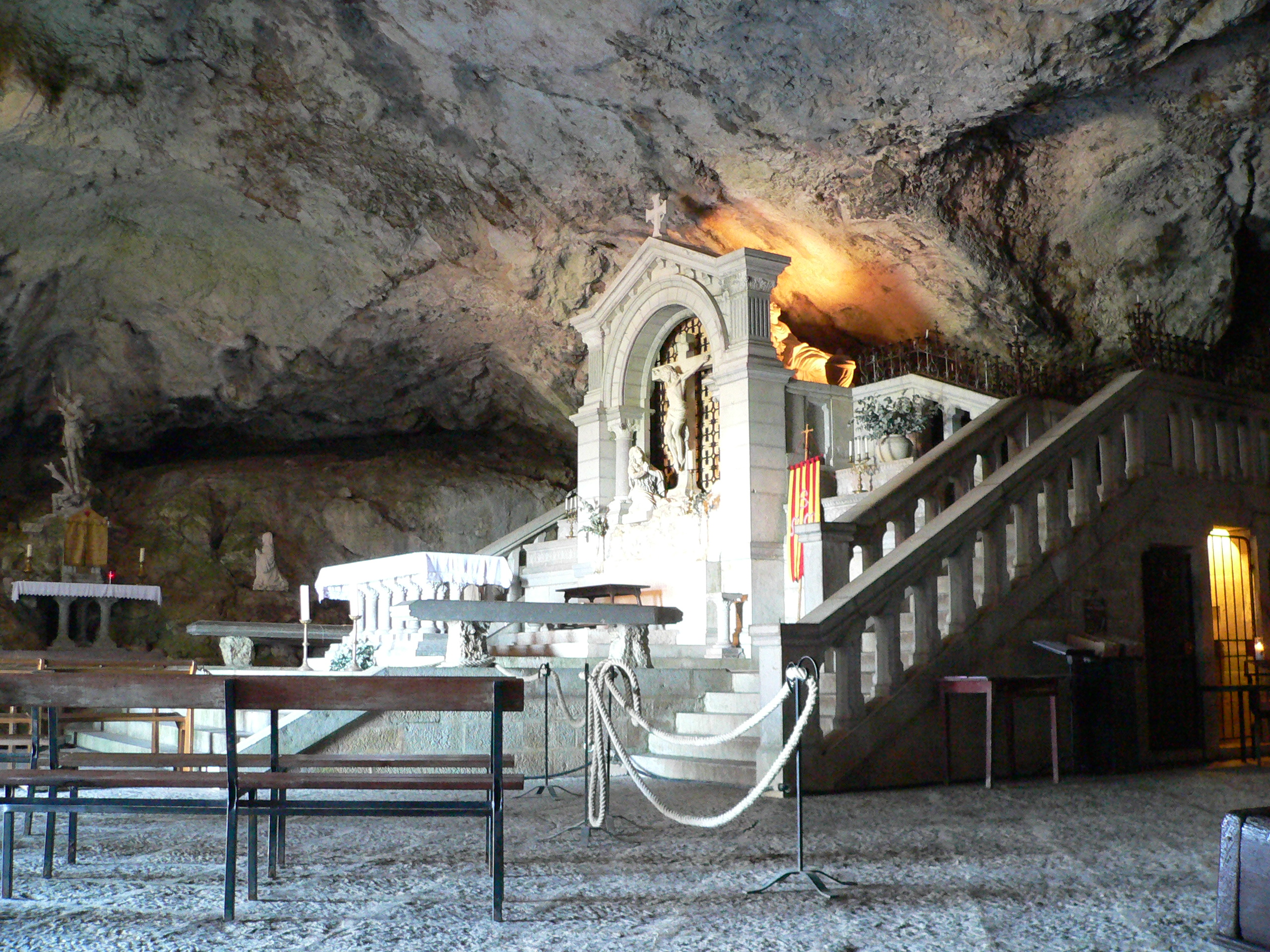
Sainte Baume barlang

A Sainte-Baume egy hegygerinc Dél-Franciaországban, amely Bouches-du-Rhône és Var megye területére terjed ki. Legmagasabb csúcsa a Joug de l'Aigle, amely eléri az 1147 méter magasságot.

## Geológia
A Sainte-Baume egy gyűrthegység. Geológiai eredetű, mint a Pireneusok 50-100 millió évvel ezelőtt keletkezett. Éghajlata mediterrán hegyvidéki, a párás és enyhe tél miatt. A hegyek a régió legfontosabb víztározói; a régióban számos folyó található:  Huveaune, Veda, Peyruis, Gaudin, Caramy Issole, Gapeau és a Fauge, emellett számos fontos földalatti folyó is van a területen.

## Flóra és fauna
Feketefenyő- és tölgyerdők határozzák meg a tájat, emellett számos jellegzetes növény- és állatv élőhelyeis. Erdeiben  átmenetet képeznek a mediterrán térség mentén található középszintű alpesi erdők. 
Ez ad otthont számos ritka és veszélyeztetett fajnak bogárnak és ez a legészakibb élőhelye a provence tyúkhúrnak is.

## Zarándoklat
Egy régi francia legenda szerint Mária Magdolna jött Saintes-Maries-de-la-Mer-be, és evangelizálta Provencet. Ő egy barlangban élt, egy dombon, La Sainte-Baume-ben (a provence-i BAUMO szó jelentése barlang) temették el. Ez a barlang ma zarándokhely.